# Лукьянов, Борис Георгиевич
Борис Георгиевич Лукьянов (23 апреля 1937 года, с. Ленино, Хабаровский край, РСФСР, СССР — 3 марта 2009 года, Москва, Россия) — советский и российский философ

 и искусствовед, доктор философских наук, профессор, член-корреспондент Академии художеств СССР (1988).

## Биография
Родился 23 апреля 1937 года в с. Ленино Хабаровского края, жил и работал в Москве.
В 1960 году окончил факультет журналистики МГУ.
С 1960 по 1962 годы — литературный сотрудник, и. о. заведующего отделом пропаганды газеты «Рязанский комсомолец».
С 1962 по 1965 годы — проходил обучение в аспирантуре Института философии Академии наук СССР, защитил кандидатскую диссертацию «Об объективных критериях оценки художественных произведений».
С 1962 по 1965 и с 1968 по 1972 годы — преподаватель кафедры философии инженерно-строительного института и государственного университета Днепропетровска.
С 1972 по 1986 годы — научный сотрудник Института философии АН СССР.
В 1982 году защитил докторскую диссертацию «Методологические проблемы художественной критики», в 1994 году присвоено учёное звание профессора.
С 1986 по 1998 годы — главный редактор журнала «Художник». В 1988 году избран членом-корреспондентом Академии художеств СССР.
С 1996 года преподавал в Российской академии живописи, ваяния и зодчества.
С 1998 года — член Союза писателей России, в 2000 году избран действительным членом Российской академии естественных наук.
Борис Георгиевич Лукьянов умер 3 марта 2009 года в Москве.

## Научная деятельность
Автор книг и статей по проблемам эстетики и художественной критики: «Эстетическая оценка искусства: сущность и критерии» (1977), «Методологические проблемы художественной критики» (1980), «Ленинское эстетическое наследие и художественная критика» (1980), «В. И. Ленин и художественная критика», (1983), «В мире эстетики». (1983, 1988), «По законам красоты. Эстетические взгляды К. Маркса и Ф. Энгельса и современность» (1988), «Славянская Библия и красота» (2006).

## Награды
- Заслуженный деятель искусств Российской Федерации (1997)[1]